# Agencia Chilena de Cooperación Internacional para el Desarrollo
La Agencia Chilena de Cooperación Internacional para el Desarrollo (también conocida por su acrónimo; AGCID) es un servicio público funcionalmente descentralizado, con personalidad jurídica y patrimonio propio, creado el 19 de junio de 1990 y regulado en la ley N°18.989 que creó el Ministerio de Planificación y Cooperación y en el Reglamento de Organización Interna de la AGCID, contenido en la resolución N° 9 del 18 de junio de 2015 del Ministerio de Relaciones Exteriores (Minrel).
La agencia se encuentra bajo la supervigilancia del presidente de la República, por intermedio del Minrel. La ley N° 19.999 del 10 de febrero de 2005 modificó la titularidad de las facultades de supervigilancia para ejecutarse por intermedio del Ministerio de Relaciones Exteriores en vez del Ministerio de Desarrollo Social y Familia y agregó que en aquellos casos en que la cooperación internacional requiera de una contraparte financiera nacional, deberá ser aprobada por el ministro de Hacienda.

## Historia
La AGCID se creó el 19 de julio de 1990 mediante la ley 18.989, que dio origen al Ministerio de Planificación y Cooperación de Chile (MIDEPLAN). AGCID es una institución pública funcionalmente descentralizada, cuyo propósito es atender la búsqueda y canalización de recursos de cooperación internacional para apoyar el desarrollo de Chile y proyectar hacia el exterior las capacidades del país, y realizar acciones de cooperación con países en desarrollo. De esta manera, la Agencia asume, con el Ministerio respectivo, la responsabilidad de definir los objetivos y estrategias de cooperación internacional sobre la base de las prioridades para el desarrollo económico y social.
La etapa inicial de la gestión de la cooperación internacional en Chile estuvo fuertemente orientada a contribuir al proceso de democratización y a consolidar los esfuerzos de mejoramiento de la gestión pública y el fortalecimiento institucional. La cooperación de instituciones multilaterales, como la Comunidad Económica Europea y las Naciones Unidas, fueron un importante apoyo a los esfuerzos de desarrollo nacional, tanto en lo económico como en lo técnico. Dentro de aquellos cooperantes que pueden ser entendidos como tradicionales en la acción de la Agencia, se encuentran Alemania, Japón, la Unión Europea, Estados Unidos, España, Suiza, Francia; y se distingue el papel desempeñado por los países nórdicos y Holanda en los primeros años de retorno a la democracia.
En 1993, como reconocimiento a la ayuda recibida, conscientes de la responsabilidad de cooperar con otros países y compartir las experiencias propias de este proceso, se crea el "Programa de Cooperación Técnica entre Países en Desarrollo" (CTPD), conocido actualmente como "Programa de Cooperación Sur-Sur".
En 1998, se inicia una nueva modalidad de cooperación: la cooperación triangular, que hace de la cooperación internacional un ámbito donde el conocimiento se comparte en pro del desarrollo. Esta modalidad ha posibilitado asociaciones para el desarrollo con países que tradicionalmente eran oferentes de cooperación.
Durante los primeros diez años de vida de la Agencia, la realidad internacional demostró la importancia creciente de la cooperación como instrumento privilegiado de la relación entre las naciones, lo que se manifestó en la creación de nuevas agencias de cooperación internacional en los países en vías de desarrollo de América, en muchos de los cuales la institucionalidad de AGCID sirvió de modelo.
El año 2001 marca un hito en la historia institucional, al sumar a la Agencia el rol de administrador financiero de la cooperación con la Unión Europea (UE).
En la actualidad, la AGCID administra recursos financieros de cooperación aportados por organismos tales como el Banco Mundial (BM), el Banco Interamericano de Desarrollo (BID) y el Banco de Desarrollo de América Latina (CAF), así como fondos bilaterales, como el Fondo Chile – España y el Fondo de Cooperación Chile - México. Además, ha sido acreditada como agencia ejecutora del Fondo de Adaptación al Cambio Climático.
A partir de 2005, y según ley 19.999 del 10 de febrero, la AGCID se relaciona con la presidencia de la República, a través del Ministerio de Relaciones Exteriores, convirtiendo a la cooperación en un componente de la política exterior de Chile.
En todos estos años, la Agencia ha ido consolidando su rol de institución que implementa, realiza y ejecuta cooperación internacional entre países en desarrollo. Y en este marco, ha creado nuevos mecanismos para el financiamiento de la cooperación, como son los Fondos Conjuntos de Cooperación con México, España y Francia, y el Fondo Chile contra el Hambre y la Pobreza.
En 2015, la Agencia se plantea los desafíos de la cooperación de cara al 2030. Basados en esta visión, se elaboró una política y estrategia de cooperación internacional para el desarrollo, lo que conllevó a un cambio de nombre, desde Agencia de Cooperación Internacional de Chile (AGCI) al de Agencia Chilena de Cooperación Internacional para el Desarrollo (AGCID), que se realizó el 20 de marzo de 2018, a través de la ley Nº 21.080 de modernización del Ministerio de Relaciones Exteriores.

## Misión
Contribuir al logro de los objetivos de la política exterior definidos por el Gobierno de Chile impulsando acciones de cooperación horizontal y triangular para instituciones y países de la región y de perfeccionamiento de recursos humanos para profesionales de Latinoamérica, como asimismo, apoyar y complementar las políticas, planes y programas nacionales prioritarios que promueva el Gobierno orientados al desarrollo del país, impulsando acciones de cooperación bimultilateral.

## Funciones
La AGCID tiene como función apoyar los planes, programas, proyectos y actividades del sector, mediante la captación, prestación y administrar recursos de cooperación internacional, a través de la articulación de las ofertas y demandas de cooperación internacional, así como la difusión de oportunidades de formación y perfeccionamiento de recursos humanos en el exterior.
Además, la AGCID tiene como objetivos estratégicos avanzar hacia un desarrollo inclusivo y sostenible, fortalecer las asociaciones para un desarrollo compartido y consolidar el sistema nacional de cooperación internacional para el desarrollo.

## Organización
La AGCID está compuesta por seis departamentos, la auditoría interna, un asistente, un fiscal y un director ejecutivo; quien la preside.

### Redes sociales
- Agencia Chilena de Cooperación Internacional para el Desarrollo en X (antes Twitter)
- Agencia Chilena de Cooperación Internacional para el Desarrollo en Instagram
- Agencia Chilena de Cooperación Internacional para el Desarrollo en Facebook
- Agencia Chilena de Cooperación Internacional para el Desarrollo en Flickr
- Agencia Chilena de Cooperación Internacional para el Desarrollo en YouTube

### Otros
- Documentos elaborados por la AGCID

- Datos: Q106170756